# Palestine, Texas
Palestine là một thành phố thuộc quận Anderson, tiểu bang Texas, Hoa Kỳ. Năm 2010, dân số của xã này là 18712 người.

## Dân số
- Dân số năm 2000: 17598 người.
- Dân số năm 2010: 18712 người.